# Моніка Барбаро
Моніка Барбаро (англ. Monica Barbaro) — американська акторка, найвідоміша своєю роллю в бойовику «Найкращий стрілець: Маверік» (2022). Також зіграла головні ролі в телесеріалах «Нереально» (2016), «Правосуддя Чикаго» (2017), «Гарний коп» (2018) і «ФУБАР» (2023). Номінантка на премію «Оскар» за роль фолк-співачки Джоан Баез у біографічному фільмі «Боб Ділан: Цілковитий незнайомець» (2024).

## Ранні роки життя
Барбаро народилася 18 червня 1990 року в Сан-Франциско. Вона виросла в Мілл-Веллі, штат Каліфорнія, де закінчила середню школу Тамалпайс у 2007 році. Її батьки розлучилися, коли вона була дитиною. Барбаро почала танцювати в ранньому віці та продовжила вивчати балет. Паралельно відвідуючи факультативи з акторської майстерності, вона здобула ступінь з танцю в Школі мистецтв Tisch при Нью-Йоркському університеті. Закінчивши навчання у 2010 році, вона вирішила продовжити акторську кар'єру і повернулася до Сан-Франциско. Там вона знялася в рекламі, короткометражному фільмі, зв'язалася з агентом і вступила до акторської школи Beverly Hills Playhouse.

## Кар'єра
Барбаро привернула до себе увагу у 2013 році завдяки головній ролі у фільмі «Справа не в цвяху» (англ. It's Not About The Nail), вірусній комедійній короткометражці про спілкування у шлюбі. Її першою великою роллю на телебаченні стала роль Яель у другому сезоні телевізійного серіалу «Нереально», що виходить на каналі Lifetime. Після «Нереально» Барбаро приєдналася до акторського складу юридичної драми NBC «Правосуддя Чикаго», що входить до франшизи Діка Вульфа «Чикаго», в якій вона зіграла Анну Вальдес.
У 2018 році Барбаро також зіграла Кору Васкес у серіалі «Гарний коп» на Netflix разом із Джошем Гробаном і Тоні Данзою. У 2018—2019 роках Барбаро знімалася в другорядній ролі в ситкомі «Розлучаємося разом» на каналі ABC. У блокбастері 2022 року «Найкращий стрілець: Маверік» Барбаро зіграла лейтенанта Наташу «Фенікс» Трейс, морську льотчицю.
Наступного року Барбаро знялася в романтичній комедії «Опівночі». Фільм отримав змішані відгуки за свою історію, але Барбаро заслужила визнання за свою гру. Газета San Francisco Chronicle заявила: «Барбаро… доводить, що вона може зіграти романтичну комедію з легкістю, яка, здається, не вимагає зусиль». Барбаро, професійна танцівниця, змогла продемонструвати свій талант у сцені, в якій дві головні героїні танцювали суміш сальси та танго.
У 2023 році було оголошено, що вона зіграє активістку та фолк-співачку Джоан Баез у біографічному фільмі «Боб Ділан: Цілковитий незнайомець» режисера Джеймса Менголда з Тімоті Шаламе в головній ролі. За роль Баез Барбаро була номінована на премію «Оскар» як найкраща акторка другого плану.

## Фільмографія

### Фільми
| Рік  | Назва                             | Роль                  | Примітки                               |
| ---- | --------------------------------- | --------------------- | -------------------------------------- |
| 2013 | Бичачий                           | Єва                   |                                        |
| 2021 | Собор                             | Лідія Дамрош          |                                        |
| 2022 | Найкращий стрілець: Маверік       | Наташа «Фенікс» Трейс |                                        |
| 2022 | Я Чарлі Вокер                     | Пеггі                 |                                        |
| 2023 | Опівночі                          | Софі Уайлдер          |                                        |
| 2024 | Боб Ділан: Цілковитий незнайомець | Джоан Баез            | також виконала 7 пісень для саундтреку |
| 2026 | Злочин 101                        |                       |                                        |

### Телебачення
| Рік       | Назва                               | Роль                                       | Примітки                               |
| --------- | ----------------------------------- | ------------------------------------------ | -------------------------------------- |
| 2015      | Зшивачі                             | Бренда «Бентлі» Міллер                     | Епізод: «Корінь усього зла»            |
| 2016      | Гаваї 5.0                           | Елла Коха                                  | Епізод: «Ke Koa Lokomaika'i»           |
| 2016      | Посібник Купера Баррета з виживання | Приваблива дівчина                         | Епізод «Як вижити, працюючи з друзями» |
| 2016      | Нереально                           | Яель                                       | Головна роль (2 сезон), 10 серій       |
| 2016      | Горезвісний                         | Хлоя Едвардс                               | Епізод: «Tell Me a Secret»             |
| 2016–2017 | Поліція Чикаго                      | Помічник державного прокурора Анна Вальдес | 4 епізоди                              |
| 2017      | Правосуддя Чикаго                   | Помічник державного прокурора Анна Вальдес | Головна роль                           |
| 2017      | Смертельна зброя                    | Нора Купер                                 | Епізод: «Ризик польоту»                |
| 2018      | Гарний коп                          | Кора Васкес                                | Головна роль                           |
| 2018–2019 | Розлучення разом                    | Ліза Епл                                   | Повторювана роль                       |
| 2019      | Стамптаун                           | Ліз Мелеро                                 | 4 епізоди                              |
| 2023–2025 | ФУБАР                               | Емма Бруннер                               | Основна роль                           |

### Відеоігри
| Рік  | Назва     | Роль               | Примітки |
| ---- | --------- | ------------------ | -------- |
| 2023 | Forspoken | Auden Keen (голос) | [ 3 ]    |